# البرسدورف
البرسدورف (به آلمانی: Elbersdorf) یک منطقهٔ مسکونی در آلمان است که در دورروهرسدورف-دیترسباخ واقع شده‌است.
 البرسدورف  ۳۷۰ نفر جمعیت دارد.